# Jaderná elektrárna Waterford
Jaderná elektrárna Waterford (anglicky Waterford nuclear power plant) je provozní jaderná elektrárna ve Spojených státech. Nachází se poblíž vesnice Killona u města New Orleans ve státě Louisiana. Elektrárnu vlastní a provozuje společnost Entergy. Elektrárna provozuje jeden tlakovodní reaktor o hrubém výkonu 1250 MW, který byl dodán společností Combustion Engineering.

## Historie a technické informace

### Počátky
Elektrárna začala být plánována na konci 60. let 20. století. Zvolen byl jeden reaktor tlakovodní koncepce o výkonu asi 1100 MW. Jako dodavatela zvolena společnost Combustion Engineering (od roku 2000 spadá pod Westinghouse). Místo nebylo změněno ani poté, co v roce 1965 lokalitu budoucí elektrárny zasáhl hurikán Betsy.

### Výstavba
Výstavba reaktoru začala 12. listopadu 1973. Původně měl být uveden do provozu před rokem 1980, ale datum spuštění do provozu bylo několikrát odloženo. Důvodem dlouhé výstavby elektrárny bylo splnění nových bezpečnostních požadavků po havárii jaderné elektrárny Three Mile Island ve Spojených státech. Blok byl označen číslem 3, přestože je to jediný reaktor v areálu. Je to proto, že na místě byly již dříve postaveny dvě jednotky na ropu a zemní plyn, které jsou zahrnuty do jedné elektrárny společně s reaktorem.

### Uvedení do provozu
Reaktor poprvé dosáhl kritičnosti dne 4. března 1985. K síti byl připojen 15. března 1985 a do plného provozu přešel 24. září 1985. V roce 2005 bylo pro elektrárnu schváleno zvýšení výkonu o 8 %. Výkon elektrárny po sériích modernizací se zvýšil na 1250 MW hrubých a 1168 MW čistých.

### Riziko způsobené hurikány
Jaderná elektrárna je ohrožena bouřkovými vlnami, jako jsou ty způsobené silnými hurikány vyšších kategorií. Přestože se nachází asi 100 km od pobřeží, je blízko řeky Mississippi a v nadmořské výšce pouze asi 3 až 5 metrů. V roce 1965 dosáhla bouřková vlna způsobená hurikánem Betsy téměř až k místu elektrárny. Studie z roku 2019 zjistila, že elektrárna je navržena tak, aby odolala přílivové vlně vysoké asi 7 metrů. Podle databáze NOAA by hurikán kategorie 3 v nejhorším případě mohl elektrárnu zaplavit o výšce asi jeden metr, zatímco hurikán kategorie 4 v nejhorším případě by mohl způsobit záplavy o výšce 3 metrů. To je zhruba projekční návrh elektrárny. Po jaderné havárii ve Fukušimě byla elektrárna modernizována, aby byla lépe připravena na přílivové vlny. Mimo jiné bylo do bunkru navrženého tak, aby odolal přílivové vlně vysoké téměř 10 metrů, přesunuto různé nouzové vybavení, jako jsou nouzové dieselové generátory, čerpadla atd. Elektrárna má dva nouzové naftové generátory.
Elektrárna byla opakovaně zasažena blízkými hurikány. Během sezóny hurikánů v Atlantiku v roce 2005 elektrárnu zasáhl hurikán Katrina. Elektrárna byla preventivně odstavena, ale hurikán způsobil výpadek proudu, což znamenalo, že se elektrárna musela po dobu čtyř dnů a 14 hodin k chlazení reaktoru spoléhat na vlastní dieselové generátory jako záložní zdroj energie. Toto bylo nejdelší období, po které se elektrárna musela spoléhat na vlastní záložní zdroj energie do roku 2007.
V srpnu 2021 utrpěla elektrárna menší škody na budovách, které nejsou jaderné části, v důsledku hurikánu Ida. Protože hurikán způsobil také kolaps elektrické sítě, elektrárna se spoléhala na nouzové napájení z vlastních generátorů. Do 7. září byla elektrárna vyřazena ze sítě a do provozu se vrátila až 15. září.

### Okolní obyvatelstvo
NRC definuje dvě zóny havarijního plánování kolem jaderných elektráren. První o poloměru 16 kilometrů, která se týká především vystavení radioaktivní kontaminace vzduchu a poté druhou o poloměru 80 kilometrů, jež se zabývá kontaminací potravin a vody.
V srpnu 2010 NRC odhadla, že roční šance, že by zemětřesení mohlo poškodit aktivní zónu reaktoru v elektrárně, je přibližně 1 ku 50 000. Jedná se tak o reaktor s nejmenší šancí poškození aktivní zóny zemětřesením ve Spojených státech.

## Informace o reaktorech
| Reaktor     | Typ reaktoru | Výkon   | Výkon   | Zahájení výstavby | Připojení k síti | Uvedení do provozu | Uzavření |
| Reaktor     | Typ reaktoru | Čistý   | Hrubý   | Zahájení výstavby | Připojení k síti | Uvedení do provozu | Uzavření |
| ----------- | ------------ | ------- | ------- | ----------------- | ---------------- | ------------------ | -------- |
| Waterford-3 | CE 2-loop    | 1168 MW | 1250 MW | 14. 11. 1974      | 18. 3. 1985      | 24. 9. 1985        |          |